# フランソワ1世 (ヌヴェール公)
フランソワ1世・ド・クレーヴ（François Ier de Clèves, 1516年9月2日 - 1562年2月13日）は、フランスのヌヴェール伯爵（在位：1521年 - 1539年）およびウー伯爵（在位：1521年 - 1562年）、ヌヴェール公爵（在位：1539年 - 1562年）。フランス王フランソワ1世およびアンリ2世の宮廷で重要な地位を占めた。

## 生涯
ドイツのクレーフェ＝マルク公ヨハン1世の孫息子であるヌヴェール伯シャルルと、ルテル女伯マリー・ダルブレの間の一人息子として生まれた。1521年に父を亡くし、幼くしてヌヴェール伯爵家を継いだ。1539年、ヌヴェール伯爵位はフランス王国同輩公（Pairie de France）のヌヴェール公爵に陞爵した。1549年に母マリーが死去し、ルテル伯爵領を相続した。また1553年に母方の遠縁のクロード・ド・フォワ（Claude de Foix）が死ぬと、フランソワはボーフォール伯爵領をも相続した。
1537年、アンヌ・ド・モンモランシー元帥によるサヴォイア公爵領の遠征に従軍した。1551年、アンリ2世と神聖ローマ帝国のプロテスタント諸侯のザクセン選帝侯モーリッツとの間に結ばれたシャンボール条約により、フランソワはフランス軍を率いて神聖ローマ皇帝軍と戦うことになった。ネーデルラント諸州での皇帝軍との戦いの後、1552年4月10日にフランソワはメス要塞を占拠することに成功した。翌1553年、フランソワはオーストリア＝スペイン連合軍が国境地帯のシャンパーニュに侵入した際、サンタンドレ元帥とともにこれを迎撃している。
1557年のサン・カンタンの戦いで、フランス軍がサヴォイア公エマヌエーレ・フィリベルトの率いるスペイン＝イングランド連合軍に壊滅させられたとき、フランソワは辛くも捕虜となるのを免れた。その後、フランソワはルクセンブルク地方で兵を率いて戦い、1558年1月、ギーズ公フランソワによるカレー占領と同時期に、ティオンヴィルを占領した。戦争は1559年のカトー・カンブレジ条約の締結でようやく終結した。
1560年のアンボワーズ陰謀事件においては、フランソワは陰謀の存在に最も早く気付いた宮廷人の1人であり、陰謀の告発や首謀者の逮捕・処刑に積極的に協力した。晩年、フランソワはカルヴァン派（改革派教会）に改宗、1562年2月に没した。

## 子女
1538年1月19日にルーヴル宮殿において、ヴァンドーム公シャルルの娘で又従妹のマルグリット・ド・ブルボン（1516年 - 1559年）と最初の結婚をした。マルグリットはフランス王アンリ4世の叔母である。夫妻の間には6人の子供が生まれた。
- フランソワ2世（1540年 - 1562年） - ヌヴェール公爵
- アンリエット（1542年 - 1601年） - 1565年、マントヴァ公子ルドヴィーコ（ヌヴェール公爵）と結婚[1]
- ジャック（1544年 - 1564年） - ヌヴェール公爵
- カトリーヌ（1548年 - 1663年） - 1560年にポルシャン公アントワーヌ3世・ド・クロイと結婚、1570年にギーズ公アンリ1世と結婚[1]
- マリー（1553年 - 1574年） - コンデ公アンリ1世と結婚[1]

1561年、最初の妻マルグリットの従妹にあたるエストゥトヴィル女公およびサン＝ポル女伯マリー・ド・ブルボンと再婚したが、間に子供はなかった。